# Matagh
El Matagh (en armenio: Մատաղ) es una tradición armenia, que consiste en sacrificar un cordero, es un ritual conservado desde el pasado. En muchas regiones de Armenia incluso en el siglo XXI, esta síntesis cristiano-pagana se realiza muy a menudo eligiendo los animales del sacrificio delante de las puertas de las iglesias. El ofreciemiento contiene dos ingredientes: el animal a sacrificar (debe ser un macho) y la sal.

## Características
El animal puede ser una vaca o un toro, una oveja, un pollo o una paloma. Cuando se sacrifica una vaca su carne debe contribuir a 40 familias, un cordero a 7 y un pollo a 3. La carne no debe conservarse más de un día. La sal debe ser consagrada para que purifique la elaboración del matagh y que se diferencia del sacrificio pagano. La carne de los animales sacrificados se cuece en una salmuera sólo.[cita requerida]